# Conceição do Jacuípe
Conceição do Jacuípe é um município da Região Metropolitana de Feira de Santana, no estado da Bahia, no Brasil.

## Topônimo
O topônimo originou-se da adoção da santa padroeira, Nossa Senhora da Conceição, e da nascente do Rio Jacuípe. "Jacuípe" é originário do tupi antigo îaku'ype, que significa "no rio dos jacus" (îaku, jacu, 'y, rio, pe, em).

## História
Por volta do ano 1000, a região foi invadida por povos tupis procedentes da Amazônia, que expulsaram os habitantes originais tapuias para o interior do continente. No século XVI, a região era habitada pela tribo tupi dos tupinambás.